# Малък човек
„Малък човек“ (на английски: Little Man) е американско-канадска комедия от 2006 г., на режисьор Кинен Айвори Уеянс. Премиерата на филма е на 14 юли 2006 г.

## Сюжет
Внимание:  Текстът по-долу разкрива сюжета на произведението (или части от него)!
Калвин Симс заедно с партньор крадат диамант, който по време на бягство скришом сложат на Ванеса Едуардс. За да си го върне, мъжът решава да използва майчина инстинкт на жената.

## Актьорски състав
| Актьор         | Роля    |
| -------------- | ------- |
| Марлон Уеянс   | Калвин  |
| Шаун Уеянс     | Дерил   |
| Кери Уошингтън | Ванеса  |
| Джон Уиферспун | Пупс    |
| Трейси Моргън  | Перси   |
| Британи Даниел | Британи |
| Чаз Палминтери | Уолкън  |
| Лочлин Мунро   | Грег    |